# BBVA CX
BBVA CX era el nom d'una de les dues marques que utilitzava l'entitat bancària BBVA exclusivament a Catalunya. Aquesta marca fou creada l'any 2015 (en concret al maig), moment que aquesta entitat va comprar Catalunya Banc. Durant el període que Catalunya Banc fou una entitat del grup BBVA, l'ús de la marca BBVA CX es limitava a l'ús en els patrocinis, independentment de si provenien de Catalunya Banc, BBVA Catalunya o bé de la col·laboració amb les Fundacions Antigues Caixes Catalanes. Per tot allò que feia referència al negoci i comunicació de l'entitat bancària CatalunyaCaixa, s'utilitzava el nom comercial CatalunyaCaixa Grup BBVA.
A partir del 9 de setembre del 2016 amb l'absorció de Catalunya Banc per part del BBVA, BBVA CX va passar a ser una de les dues marques que el BBVA utilitzaria a Catalunya. L'ús d'aquesta es limità a la majoria dels patrocinis que realitzava el BBVA a Catalunya (tot i que amb el pas del temps es limità més als procedents de l'antiga CatalunyaCaixa o dels territoris de les tres antigues caixes), a la retolació de les oficines provinents de Catalunya Banc, a la comunicació amb els antics clients de CX, a la targeta solidària Catalunya solidària i altres targetes solidàries provinents de CX. No obstant, l'ús d'aquesta s'aniria reduint progressivament.
Al llarg de la seva existència ha comptat amb diversos claims: Adelante, Creant Oportunitats (aquests compartits i provinents de la marca BBVA), creixem junts i sumar multiplica, aquest darrer fou el més característic i l'eslògan principal per transmetre la fusió de BBVA i CX, donant a entendre que sumant les fortaleses d'ambdues entitats aquestes es multipliquen com a resultat.
Christian Terribas, director general de BBVA a Barcelona en el moment de la fusió, va declarar que el BBVA mantindria la marca mentre fos important pels clients. No obstant, amb el canvi d'imatge del BBVA produït durant mitjans/finals del 2019 es va optar per unificar mundialment la marca (amb excepció de Garanti i BBVA Provincial), eliminant també de forma definitiva la marca CatalunyaCaixa.